# Étienne Jodelle
Étienne Jodelle (Parigi, 1532 – Parigi, 1573) è stato un drammaturgo francese.

## Biografia
Viaggiò e soggiornò in Italia, dove approfondì le sue conoscenze letterarie, oltreché a Ginevra dove si avvicinò temporaneamente al Protestantesimo.
Rinnovò il teatro francese in nome del classicismo.
La Cleopatra prigioniera (Cléopâtre captive), fu la sua prima tragedia scritta in francese e venne rappresentata nel 1553, alla presenza del re e dei più importanti uomini di cultura dell'epoca.
Grazie al grande successo della Cleopatra prigioniera, Jodelle divenne il poeta cortigiano organizzatore di divertimenti reali, con il ruolo di autore, regista, coreografo e attore.
Nella sua commedia del 1552 Eugène, pur seguendo le regole della commedia di tradizione greco-romana e italiana, inserì atmosfere e personaggi francesi.
In parte perduta e recuperata solo nel XX secolo è la sua produzione poetica, che affronta temi sociali, politici e religiosi in modo polemico e satirico, oltreché sentimentali caratterizzandosi per la versatilità della metrica e per la chiarezza della lingua che resero Jodelle un precursore di Théodore Agrippa d'Aubigné e della poesia barocca.

## Opere
- L'Eugène, (1552);
- Cléopâtre captive, (1553);
- Didon se sacrifiant, (1555);
- Poésies politiques, (1572);
- Les Amours et autres poésies.